# Лучэн (Чанчжи)
Лучэ́н (кит. упр. 潞城, пиньинь Lùchéng, буквально: «город Лу») — район городского подчинения городского округа Чанчжи провинции Шаньси (КНР). Название «Лу» восходит к царству Луцзы, существовавшему в этих местах ещё в эпоху Западной Чжоу.

## История
При империи Западная Хань был создан уезд Лусянь (潞县). При империи Северная Вэй в 450 году он был присоединён к уезду Каньлин (刈陵县).
При империи Суй в 596 году был создан уезд Лучэн (潞城县). При империи Тан в 905 году из-за практики табу на имена (дядю фактического правителя страны Чжу Вэня звали Чжу Чэн) он был переименован в Луцзы (潞子县), но при империи Поздняя Тан уезду было возвращено название Лучэн.
В 1949 году был образован Специальный район Чанчжи (长治专区), и уезд вошёл в его состав. В 1954 году уезды Чанчжи и Лучэн были объединены в уезд Луань (潞安县), правление которого разместилось в городе Чанчжи.
В 1958 году Специальный район Чанчжи был переименован в Специальный район Цзиньдуннань (晋东南专区); уезд Луань при этом был расформирован, одна часть его территорий перешла под юрисдикцию города Чанчжи, другая вошла в состав уезда Личэн. В 1962 году уезд Лучэн был воссоздан, его правление разместилось в посёлке Чэнгуань.
В 1970 году Специальный район Цзиньдуннань был переименован в Округ Цзиньдуннань (晋东南地区).
В 1985 году постановлением Госсовета КНР были расформированы город Чанчжи и округ Цзиньдуннань, а на их территории образованы городские округа Чанчжи и Цзиньчэн; уезд Лучэн вошёл в состав городского округа Чанчжи. В 1994 году уезд Лучэн был преобразован в городской уезд.
19 июня 2018 года в соответствии с постановлением Госсовета КНР городской уезд Лучэн был преобразован в район городского подчинения.

## Административное деление
Район делится на 2 уличных комитета, 4 посёлка и 3 волости.